# Occidental Petroleum
Occidental Petroleum Corporation (sovint abreujada Oxy en referència al seu símbol i logotip) és una empresa estatunidenca dedicada a l'exploració d'hidrocarburs als Estats Units i l'Orient Mitjà, així com a la fabricació petroquímica als Estats Units, Canadà i Xile. Està constituïda sota la Llei General de Corporacions de Delaware i té la seu a Houston. L'empresa va ocupar el lloc 183 del Fortune 500 del 2021 segons els seus ingressos del 2020 i el 670 del Forbes Global 2000 del 2021.